# Rhynchosia longeracemosa
Rhynchosia longeracemosa är en ärtväxtart som beskrevs av Martin Martens och Henri Guillaume Galeotti. Rhynchosia longeracemosa ingår i släktet Rhynchosia och familjen ärtväxter. Inga underarter finns listade i Catalogue of Life.